# Josh Berman
Joshua "Josh" Berman é um executivo de televisão. Ele é o co-produtor executivo da série de televisão CSI: Crime Scene Investigation.

## Carreira
Berman trabalhou na série CSI desde a primeira temporada. Ele trabalhou em vários episódios, incluindo "Crow's Feet", "Mea Culpa", "Unbearable" e "Compulsion".
Berman desenvolveu a série dramática Deviant Behavior para a Fox, que posteriormente foi renomeada e transmissão sob o título de Killer Instinct. A exibição foi cancelada após 13 episódios produzidos, dos quais 9 foram finalmente transmitidos.
Em 4 de junho de 2006, Berman negociava sair de CSI para se concentrar no gótico Vanished. O espetáculo, estrelado por Gale Harold e Ming-Na como agentes do FBI investigando o desaparecimento da esposa de um senador dos EUA, estreou em agosto de 2006 na Fox, tendo sido posteriormente cancelado.
Drop Dead Diva, criado por Berman originalmente para a Fox, foi gravado e programado para estrear no verão, porém acabou sendo exibida por um canal pago. Produzido pela Sony Pictures Television, a série é estrelada pela atriz Brooke Elliott como uma brilhante advogado acima do peso, cujo corpo é habitado pela alma de uma modelo insípida, Deb Dobkins, interpretada por Brooke D'Orsay.
John Berman é natural de Encino e assume-se como gay.